# Primo Levi
Primo Levi (Torino, 31 luglio 1919 – Torino, 11 aprile 1987) è stato uno scrittore, chimico e partigiano italiano, superstite dell'Olocausto, autore di racconti, di un romanzo, di memorie, saggi e poesie.
Partigiano antifascista, il 13 dicembre 1943 fu arrestato dai fascisti in Valle d'Aosta, inviato in un campo di raccolta a Fossoli e, nel febbraio 1944, deportato nel campo di concentramento di Auschwitz in quanto ebreo. Scampato alla morte nel lager, tornò in Italia, dove si dedicò con impegno al compito di raccontare le atrocità viste e subite dai prigionieri.
La sua opera più famosa è Se questo è un uomo, il resoconto delle proprie esperienze nell'anno vissuto nel campo di concentramento nell'allora Polonia occupata dai nazisti: il libro è considerato un classico della letteratura mondiale. Laureato in chimica, pubblicò il libro Il sistema periodico, una raccolta di racconti principalmente autobiografici, nel quale ogni capitolo ha il nome di un elemento chimico, che svolge un ruolo preciso all'interno della storia; anche in altre sue opere appaiono riferimenti diretti e indiretti a questa branca della scienza.
Levi morì per le ferite riportate nella caduta dalle scale dello stabile dove viveva. La sua morte fu ufficialmente rubricata come suicidio.

## Biografia

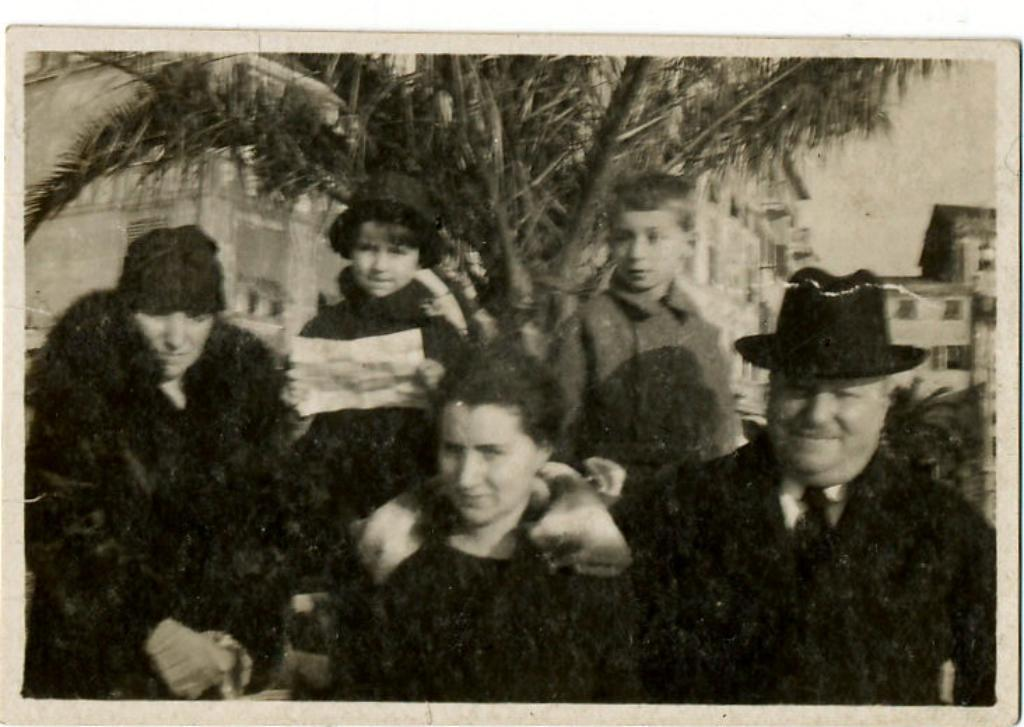
Famiglia Levi, gennaio 1927

Primo Levi nacque a Torino - in un appartamento di Corso re Umberto 75 dove abiterà per tutta la vita - il 31 luglio 1919, figlio primogenito di Cesare Levi (1878-1942) ed Ester Luzzati (1895-1991), sposatisi nel 1917 e appartenenti a famiglie di origini ebraiche. I suoi antenati erano ebrei piemontesi provenienti dalla Spagna e dalla Provenza; il nonno paterno era un ingegnere civile, il nonno materno un mercante di stoffe. Il padre Cesare, ebreo praticante, laureato in ingegneria elettrotecnica (nel 1901) e dipendente della società Ganz, era spesso lontano dalla famiglia per ragioni di lavoro, principalmente all'estero (in particolare in Ungheria). Nondimeno esercitò sul figlio una profonda influenza, trasmettendogli gli interessi per la scienza e la letteratura (Levi raccontò che il padre gli aveva comprato un microscopio e regalato molti libri) che diverranno tratti salienti della personalità di Primo Levi, nonché elementi della sua futura produzione letteraria. Nel 1921 nacque la sorella Anna Maria, cui Levi restò molto legato per tutta la vita.

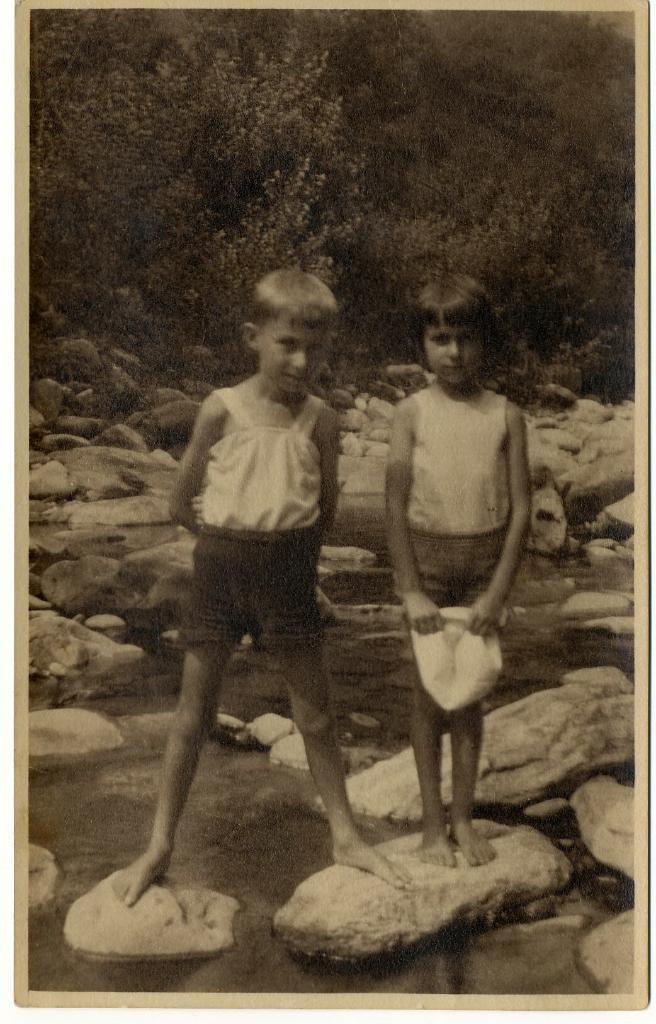
Primo Levi assieme alla sorella Anna Maria nel 1928 a Torre Pellice

Dopo le scuole elementari ricevette lezioni private per un anno; era di salute cagionevole. Nel 1930 s'iscrisse al Ginnasio D'Azeglio di Torino e successivamente, tra il 1934 e il 1935, frequentò il liceo, noto per aver annoverato negli anni precedenti tra i propri insegnanti e studenti diverse figure distintesi per la loro opposizione al regime fascista, tra cui Augusto Monti, Franco Antonicelli, Umberto Cosmo, Norberto Bobbio, Zino Zini e Massimo Mila. Levi era uno studente con un buon rendimento, timido e diligente, molto interessato a biologia e chimica, meno a storia e italiano; manifestò insofferenza per l'astratto sapere letterario che gli veniva insegnato. Strinse amicizia con alcuni compagni di corso (in particolare con Mario Piacenza) accomunati dall'interesse per la chimica; con altri compagni invece fondò una sorta di gruppo sportivo-fan club intitolato al corridore Luigi Beccali.
Negli anni del Ginnasio fu compagno di Fernanda Pivano; nel Liceo frequentò il Corso B, solo maschile, a differenza di Fernanda Pivano che, nel corso A, ebbe come supplente di lingua italiana in Ia Liceo, Cesare Pavese; Levi fu allievo di Azelia Arici, con cui rimase in contatto nel corso della sua vita e cui dedicò un necrologio pubblicato sul quotidiano La Stampa. Nel corso del liceo nacque il suo amore per la montagna. Nel 1936-1937 fu uno dei redattori del numero unico del D'Azeglio sotto spirito, rivista della scuola, su cui pubblicò la sua prima poesia Voi non sapete studiare, in cui racconta le sue disavventure nel tentativo di raccogliere un erbario su indicazione della professoressa di scienze. In quel periodo maturerà in Levi l'intenzione d'intraprendere una carriera nella chimica, annunciando la propria decisione in tal senso al padre nel giorno del suo sedicesimo compleanno, il 31 luglio 1935.

### Studi universitari e prime esperienze lavorative

Negli anni giovanili

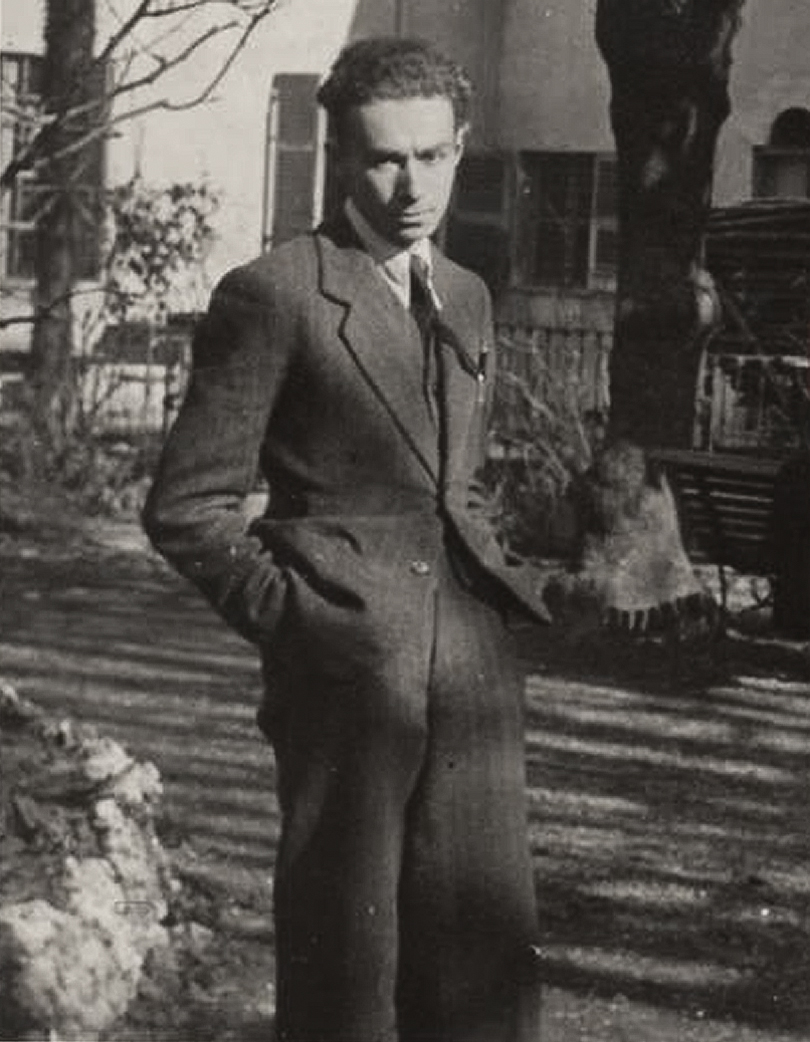
Levi presso la tenuta della nonna a Superga, qualche mese prima dell'arresto

Nel 1937, dopo essere stato rimandato in italiano a giugno, si diplomò al Liceo classico Massimo d'Azeglio, superando l'esame di maturità a settembre, e si iscrisse al corso di laurea in chimica presso l'Università di Torino. Il padre di Primo si era iscritto di malavoglia al partito fascista. Nel novembre del 1938, entrarono in vigore in Italia le leggi razziali dopo quelle in Germania, dove già l'antisemitismo si era manifestato attraverso atti di violenza e sopraffazione. Tali leggi avevano introdotto gravi discriminazioni ai danni dei cittadini italiani che il regime fascista considerava "di razza ebraica". Le leggi razziali ebbero un determinante influsso indiretto sul suo percorso universitario e intellettuale.
Le leggi razziali precludevano l'accesso allo studio universitario agli ebrei, ma concedevano di terminare gli studi a coloro che li avessero già intrapresi. Negli anni dell'università frequentò circoli di studenti antifascisti; leggeva Darwin, Mann, Tolstoj. Pur in regola con gli esami, a causa delle leggi razziali ebbe difficoltà a trovare un relatore per la sua tesi, finché nel 1941 si laureò con lode, con una tesi compilativa in chimica (L'inversione di Walden, relatore il professore Giacomo Ponzio): in realtà discusse una tesi e due sottotesi, una delle quali, in fisica sperimentale, avrebbe dovuto essere la tesi principale se agli ebrei non fosse stato impedito di svolgere ricerca in laboratorio. Il diploma di laurea riporta la precisazione «di razza ebraica».
In quel periodo suo padre si ammalò di tumore. Le conseguenti difficoltà economiche resero affannosa la ricerca di un impiego. Levi fu assunto in maniera semi-illegale da un'impresa (non appariva ufficialmente nei libri paga, pur lavorando in un laboratorio), con il compito di trovare un metodo economicamente conveniente per estrarre le tracce di nichel contenute nel materiale di scarto di una cava d'amianto presso Lanzo (l'Amiantifera di Balangero, anche se Levi, nel suo racconto Nichel, non la nomina mai). A questo periodo si fanno con probabilità risalire i primi esperimenti letterari come la poesia "Crescenzago" o il progetto di un racconto di montagna. Nel 1942, si trasferì a Milano, avendo trovato un impiego migliore presso la sede milanese, situata in via Meucci a Crescenzago, della Wander AG, una società svizzera produttrice di alimenti speciali e prodotti farmaceutici, dov'era incaricato di studiare alcuni farmaci contro il diabete. Qui Levi, assieme ad alcuni amici, venne in contatto con ambienti antifascisti militanti ed entrò nel Partito d'Azione clandestino.

### La Resistenza e il campo di concentramento di Auschwitz
(Primo Levi, Se questo è un uomo)

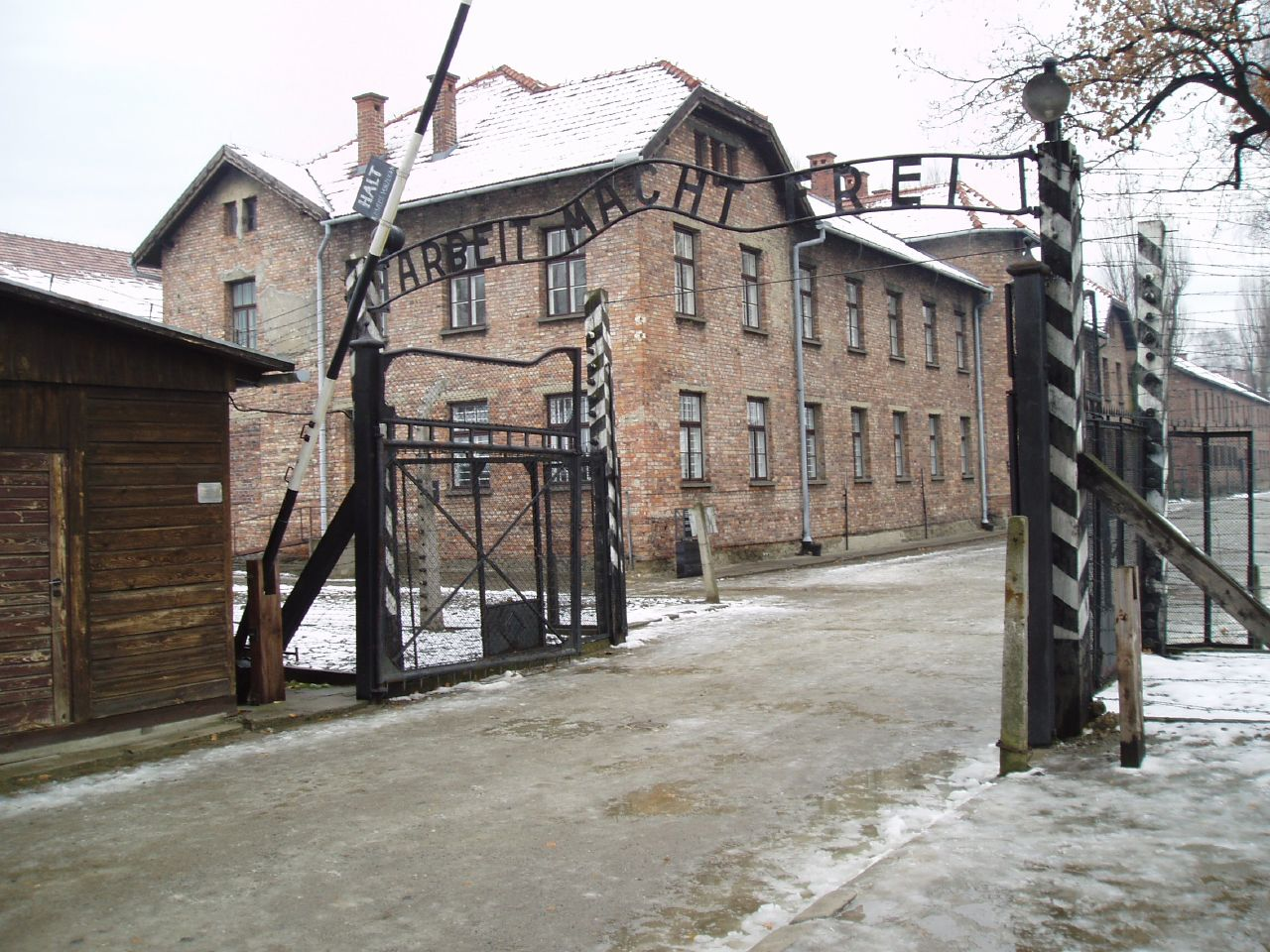
L'ingresso al campo di concentramento di Auschwitz in inverno

Nel periodo di guerra

Dopo l'8 settembre 1943 si rifugiò in montagna, unendosi a un nucleo partigiano operante in Valle d'Aosta. Il periodo di militanza fra i partigiani del Col de Joux è stato quello che Levi stesso ha giudicato un'esperienza di giovani ben intenzionati, ma sprovveduti, privi di armi e di solidi contatti, come Levi afferma in una lettera a Paolo Momigliano Levi. La sua esperienza partigiana è stata oggetto di due saggi usciti a pochi mesi di distanza nel 2013 e di una dura polemica giornalistica. Poco dopo, all'alba del 13 dicembre 1943, venne arrestato insieme a due compagni dalla milizia fascista nel villaggio di Amay, sul versante verso Saint-Vincent del Col de Joux (tra Saint-Vincent e Brusson). Interrogato, preferì dichiararsi ebreo piuttosto che partigiano e per questo fu trasferito nel campo di Fossoli, presso Carpi, in provincia di Modena.

Il 22 febbraio 1944 Levi e altri 650 ebrei, donne e uomini, furono stipati su un treno merci. Nel suo vagone, racconterà, c'erano 45 persone, tra cui una madre con un neonato; viaggiarono per 5 giorni e arrivarono nella notte al campo di concentramento di Auschwitz in Polonia. Levi fu qui registrato (con il numero 174517) e subito condotto al campo di Buna-Monowitz, allora conosciuto come Auschwitz III, dove rimase fino alla liberazione da parte dell'Armata Rossa, avvenuta il 27 gennaio 1945.

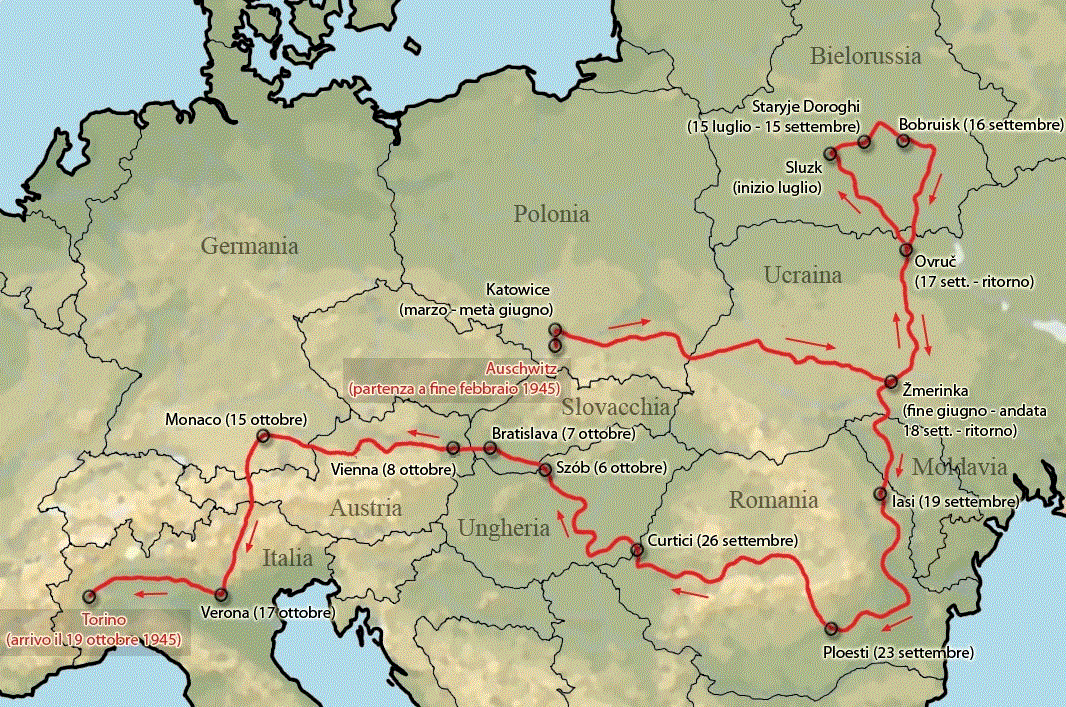
L'avventuroso viaggio di ritorno, descritto nel romanzo La tregua, da Auschwitz a Torino

Levi attribuì la propria sopravvivenza a una serie di incontri e coincidenze fortunate. Innanzitutto, leggendo pubblicazioni scientifiche durante i suoi studi, aveva appreso un tedesco elementare, e riusciva quindi a comprendere gli ordini impartitigli; di grande importanza fu parimenti l'incontro con Lorenzo Perrone, un civile occupato come muratore, il quale, esponendosi a un grande rischio personale, gli fece avere regolarmente del cibo. In un secondo momento, verso la fine del 1944, fu esaminato da una commissione di selezione, incaricata di reclutare chimici per la Buna, una fabbrica per la produzione di gomma sintetica di proprietà del colosso chimico tedesco IG Farben.

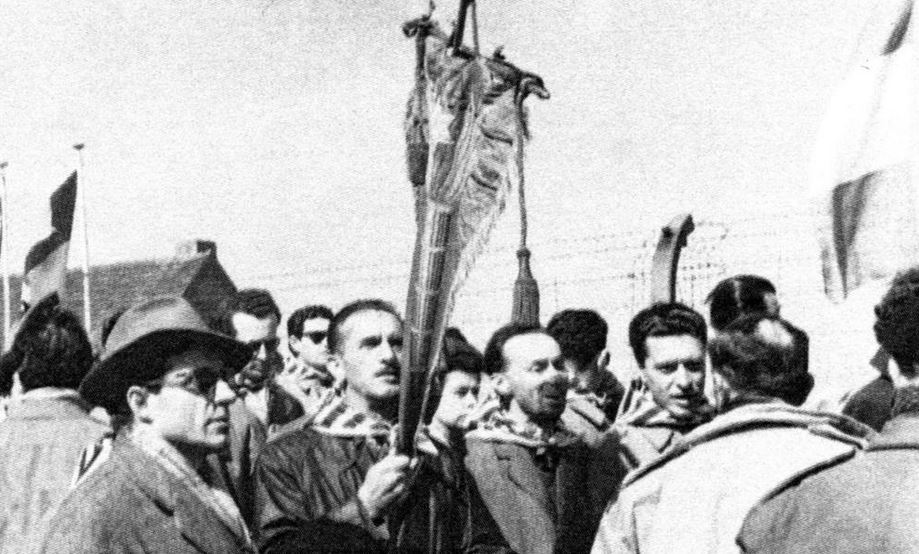
Durante una visita al memoriale del campo di Buchenwald

 Insieme ad altri due prigionieri (entrambi poi deceduti durante la marcia di evacuazione) ottenne, superato l'esame, un posto presso il laboratorio della Buna, dove svolse mansioni meno faticose ed ebbe la possibilità di contrabbandare materiale con il quale effettuare transazioni per ottenere cibo. Nel far ciò, si avvalse della collaborazione di un altro prigioniero al quale fu molto legato, Alberto Dalla Volta, anch'egli italiano. Infine, nel gennaio del 1945, immediatamente prima della liberazione del campo da parte dell'Armata Rossa, si ammalò di scarlattina e venne ricoverato nel Ka-be (dal tedesco Krankenbau, in italiano "infermeria del campo"); i tedeschi evacuarono il campo e abbandonarono i malati, così Levi scampò fortunosamente alla marcia di evacuazione da Auschwitz, nella quale sarebbe morto Alberto. Fu uno dei venti sopravvissuti dei 650 ebrei italiani arrivati con lui al campo.
Il viaggio di ritorno in Italia, narrato nel libro di memorie La tregua, sarà lungo e travagliato. Levi fece l'infermiere per qualche mese a Katowice, in un campo sovietico di transito; a giugno iniziò il viaggio di rimpatrio, che si protrasse fino a ottobre: percorse un itinerario che dalla Russia Bianca lo condusse in patria attraverso Ucraina, Romania, Ungheria, Austria e Germania.

### Il ritorno e la carriera da scrittore
Giunto a Torino, si riprese dal punto di vista fisico e riallacciò i contatti con i familiari e gli amici superstiti della Shoah; trovò lavoro nella fabbrica di vernici Duco-Montecatini ad Avigliana, vicino a Torino, da cui si dimise nel 1947.
L'esperienza nel campo di concentramento lo aveva segnato profondamente: l'incubo vissuto nel lager lo spinse subito a scrivere un testo che fosse testimonianza della sua esperienza ad Auschwitz e che verrà intitolato Se questo è un uomo. Cinque capitoli dell'opera erano già stati pubblicati tra il 29 marzo e il 31 maggio 1947 ne L'amico del popolo, organo della Federazione comunista vercellese e in seguito rivisti. La pubblicazione dell'opera su questo periodico si deve all'interessamento di Silvio Ortona, amico dell'autore. Nel 1945 fu poi aggiunta la poesia Buna Lager, sempre pubblicata sul giornale. In seguito conobbe Lucia Morpurgo (1920-2009) che diventò sua moglie a settembre 1947: questo incontro, insieme al lavoro di chimico, gli permise di superare il momento più doloroso del ritorno e di dedicarsi alla stesura di Se questo è un uomo. Ne Il Sistema periodico Primo Levi definisce il suo scrivere "un’opera di chimico che pesa e divide, misura e giudica su prove certe, e s'industria di rispondere ai perché". Nel 1947 terminò il manoscritto, ma molti editori, tra cui Einaudi, lo rifiutarono; la scelta editoriale di non accettare il testo per la pubblicazione presso Einaudi venne presa da Natalia Ginzburg, all'epoca consulente della casa editrice torinese. Fu pubblicato da un piccolo editore, De Silva, a cura di Franco Antonicelli. Nonostante la buona accoglienza della critica, inclusa una recensione favorevole di Italo Calvino su l'Unità, incontrò uno scarso successo di vendita. Delle 2500 copie stampate ne furono vendute solo 1500, soprattutto a Torino.

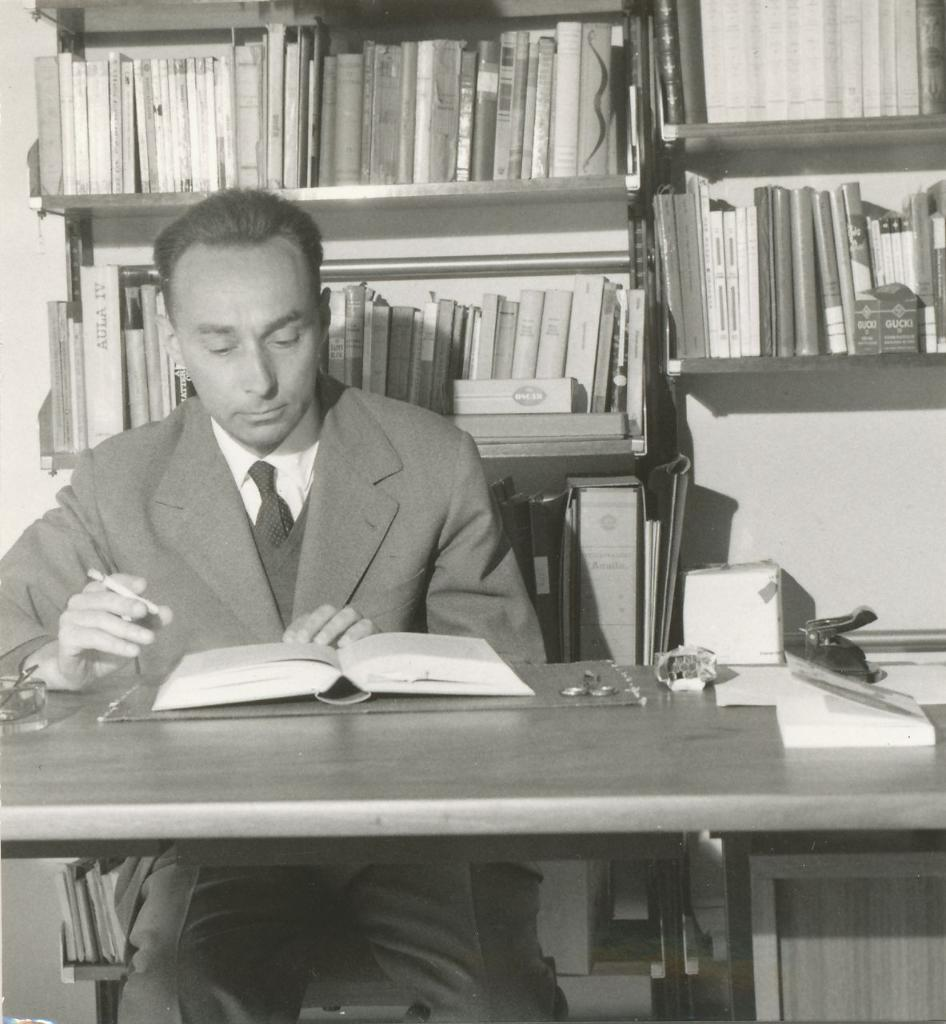
Seduto alla scrivania mentre legge, 1960

L'opera di Primo Levi fu uno dei primissimi memoriali di deportati ebrei nei campi di sterminio nazisti. Sette furono i deportati ebrei autori di racconti autobiografici pubblicati in Italia nei primi anni del dopoguerra: Lazzaro Levi alla fine del 1945, Giuliana Fiorentino Tedeschi, Alba Valech Capozzi, Frida Misul e Luciana Nissim Momigliano nel 1946, e infine nel 1947 Primo Levi e Liana Millu. A essi vanno aggiunti Luigi Ferri, la cui deposizione (in tedesco) è resa nell'aprile 1945 di fronte a uno dei primi tribunali chiamati a giudicare sui crimini nazisti; Sofia Schafranov, la cui testimonianza è raccolta nel 1945 in un libro-intervista di Alberto Cavaliere, e Bruno Piazza, il cui memoriale, scritto negli stessi anni, sarà però pubblicato solo nel 1956. Prima di Se questo è un uomo, Levi aveva scritto con il dottor Leonardo De Benedetti, su richiesta delle autorità russe, Rapporto su Auschwitz, il primo saggio che descriveva le condizioni sanitarie nei campi di concentramento. Levi abbandonò quindi il mondo della letteratura e si dedicò alla professione di chimico. Dopo una breve esperienza come lavoratore autonomo con un amico, trovò impiego presso la Siva, una ditta di produzione di vernici di Settimo Torinese, di cui, in seguito, assunse la direzione fino al pensionamento. Nel 1948 nacque sua figlia Lisa Lorenza, nel 1957 il figlio Renzo.
Nel 1955, una mostra sulla deportazione a Torino incontrò uno straordinario riscontro di pubblico: Levi si rese conto del grande interesse per la Shoah, soprattutto tra i giovani. Partecipò a numerosi incontri pubblici (soprattutto nelle scuole). Aveva intanto riproposto nel 1955 Se questo è un uomo a Einaudi, che decise di pubblicarlo nel giugno 1958: questa nuova edizione, con modifiche e aggiunte, in particolare la parte introduttiva dove Levi racconta il suo arresto, incontrò un successo immediato. Dal 1959 collaborò alle traduzioni delle sue opere in inglese e in tedesco: quest'ultima traduzione era particolarmente significativa per Levi (uno degli obiettivi che si era proposto scrivendo il suo romanzo era far comprendere al popolo tedesco che cosa era stato fatto in suo nome e di fargliene accettare una responsabilità almeno parziale). Incoraggiato dal successo internazionale, nel 1962, quattordici anni dopo la stesura di Se questo è un uomo, incominciò a lavorare a una nuova opera sul viaggio di ritorno da Auschwitz: quest'opera fu intitolata La tregua, scritta metodicamente (a differenza di Se questo è un uomo) e vinse la prima edizione del Premio Campiello (1963); incontrò un buon successo tra la critica. Nella sua produzione letteraria successiva, prendendo spunto dalle proprie esperienze come chimico, l'osservazione della natura e l'impatto della scienza e della tecnica sulla quotidianità diventarono lo spunto per originali situazioni narrate in racconti pubblicati su Il Giorno.
In questo periodo, la sua vita è nettamente divisa in tre impegni: la fabbrica, la famiglia, la scrittura. Compì numerosi viaggi di lavoro in Germania e Inghilterra. Nel 1965 tornò ad Auschwitz per una cerimonia commemorativa.

### Anni settanta e ottanta
Fece molti viaggi di lavoro in Unione Sovietica; nel 1975 decise di andare in pensione (abbandonando la direzione della fabbrica, ma restandone consulente per due anni) e di dedicarsi a tempo pieno alla scrittura e agli incontri nelle scuole. Nello stesso anno uscì la raccolta di racconti Il sistema periodico, in cui episodi autobiografici e racconti di fantasia vengono associati ciascuno a un elemento chimico. L'opera gli valse il Premio Prato per la Resistenza. Il 19 ottobre 2006 la Royal Institution del Regno Unito scelse quest'opera come il miglior libro di scienza mai scritto.

Con la scrittrice Francesca Sanvitale in occasione di un'edizione del Premio Strega

Nel 1978 pubblicò La chiave a stella. Questa raccolta di racconti il cui protagonista è il medesimo personaggio, Libertino Faussone, rappresenta un omaggio al lavoro creativo e in particolare a quel gran numero di tecnici italiani che hanno lavorato in giro per il mondo a seguito dei grandi progetti di ingegneria civile portati avanti dall'industria italiana dell'epoca (anni sessanta e anni settanta). Nel luglio del 1979 La chiave a stella vinse il premio Strega. Claude Lévi-Strauss elogiò il romanzo.
Nel 1982 tornò al tema della seconda guerra mondiale, raccontando in Se non ora, quando?, le avventure picaresche di un gruppo di partigiani ebrei di origini polacche e russe che tendono imboscate ai tedeschi sul fronte orientale e giungono ad attraversare i territori del Reich sconfitto, sino a Milano, da dove alcuni prenderanno la via della Palestina per partecipare alla costruzione dello Stato di Israele. Il libro vinse nel 1982 il Premio Campiello e il Premio Viareggio.

Tornò per la seconda volta ad Auschwitz, provando grande emozione. Prese posizione, con un articolo su La Repubblica, contro Israele, che aveva invaso il Libano. Intraprese la traduzione de Il processo, su invito di Giulio Einaudi, e poi di due opere di Lévi-Strauss. 

A destra, assieme a Philip Roth, Torino 1986

 Nella raccolta di saggi I sommersi e i salvati (1986), prendendo spunto dai molti dialoghi con i giovani, in incontri pubblici e scambi epistolari, tornò per l'ultima volta sul tema dell'Olocausto, cercando di analizzare con distacco la sua esperienza, chiedendosi perché le persone si siano comportate in quel modo ad Auschwitz e perché alcuni siano sopravvissuti e altri no. In particolare estese la sua analisi alla "zona grigia", come egli la definì, rappresentata da tutti coloro che a vario titolo e con varie mansioni avevano partecipato al progetto concentrazionario nazista.

### La morte
Primo Levi venne trovato morto l’11 aprile 1987 nell'atrio del palazzo di corso Re Umberto 75 a Torino, dove viveva. Il corpo fu rinvenuto alla base della tromba delle scale dello stabile, a seguito di una caduta. Benché l'ipotesi di gran lunga più accreditata sia quella del suicidio, alcuni sostennero che la caduta potesse essere stata provocata dalle forti vertigini di cui Levi soffriva.
Il corpo di Levi è sepolto presso il campo israelitico del Cimitero monumentale di Torino.

## Pensiero e interessi
Levi ebbe una molteplicità di interessi, perlopiù riconducibili alle aree della scienza e della letteratura, come si può constatare da L'altrui mestiere. La sua cultura scientifica si estendeva anche alla biologia: era attirato in particolare dall'etologia, e dedicò molti racconti e articoli a vari animali; seguiva con passione la fisica e commentò molti degli avvenimenti scientifici del suo tempo, come l'allunaggio e il disastro di Chernobyl, si espresse sulla minaccia nucleare, e dialogò pressoché da pari a pari conil noto fisico Regge; alla chimica dedicò un'attenzione divulgativa particolare, con numerosi riferimenti alla sua esperienza lavorativa e alla vita comune. Si confrontò anche con i primi computer, imparando a usarli come editor di testo. Mostrò nei suoi scritti una cultura scientifica particolarmente profonda, che aveva contaminato anche il suo lessico e stile letterario, in cui si individuano frequenti riferimenti ad aspetti scientifici e uso comune di terminologia scientifica (come limite superiore); si focalizzò sul tentativo (ad esempio ne La chiave a stella) di rinobilitare la materia, il lavoro manuale e l'uso dei sensi, contrapposti all'erudizione astratta. Tale concretezza, aderenza alla realtà e sobrietà si riflettono nella sua attività di scrittura, che considera procedere su una linea di continuità rispetto al lavoro di chimico.
mendicare compassione e visi amici, ma un costruire lucido, ormai non più solitario: un’opera di chimico che pesa e divide, misura e 
giudica su prove certe, e s'industria di rispondere ai perché. Accanto al sollievo liberatorio che è proprio del reduce che racconta, 
provavo ora nello scrivere un piacere complesso, intenso e nuovo, simile a quello sperimentato da studente nel penetrare l’ordine 
solenne del calcolo differenziale. Era esaltante cercare e trovare, o creare, la parola giusta, cioè commisurata, breve e forte; ricavare le 
cose dal ricordo, e descriverle col massimo rigore e il minimo ingombro.»
(Primo Levi, Il sistema periodico)
La sua opera è pertanto considerata un anello di giunzione tra cultura scientifica e cultura umanistica, la separazione tra le quali risultava assurda a Levi. Egli coltivò infatti una passione amatoriale per la linguistica, mentre si cimentò professionalmente nella traduzione dal tedesco e dal francese per Einaudi. Leggeva libri classici, di scienza e di fantascienza (Darwin, Huxley, Mann, Sterne, Tolstoj, Werfel).
Levi non era religioso: «La mia è la vita di un uomo che è vissuto, e vive, senza Dio, nell'indifferenza di Dio», affermò, intervistato da Giuseppe Grieco, contrapponendosi al credente Elie Wiesel; «io, il non credente, e ancor meno credente dopo la stagione di Auschwitz», anche se dichiarò di provare invidia per i credenti. Dopo la terribile esperienza del lager radicalizzò il suo ateismo: «C'è Auschwitz, dunque non può esserci Dio. Non trovo una soluzione al dilemma. La cerco, ma non la trovo»: parlò di vicinanza alla posizione materialistica di Leopardi, anche in conseguenza della propria adesione alla scienza. Pur non essendo religioso, fu interessato alla cultura e alla tradizione ebraica: accettava la propria identità ebraica, ma non la fede.

## Stile letterario
Lo stile letterario di Primo Levi, in Se questo è un uomo, si sviluppa in una narrazione asciutta e priva di retorica, sintetica ed esauriente quanto basta per comprendere i sentimenti e lo sfondo sociale dell'ambientazione dell'opera: stile che ben si adatta al vasto pubblico a cui Levi intende rivolgersi, in special modo nella trattazione di un argomento di estrema importanza, come quello della prigionia in un lager. Tuttavia l’opera è nutrita di una profonda conoscenza dei classici, appresa sia al Liceo sia grazie a moltissime letture personali.
Esistono differenze significative tra le varie opere, soprattutto rispetto a Se questo è un uomo. L'opera prima fu infatti composta sotto lo stimolo di testimoniare quanto vissuto, il cui ricordo era ancora molto recente all'epoca dei fatti; per le opere successive, a partire da La tregua, Levi compone i propri libri in modo molto più sistematico, dandosi precise scadenze e scrivendo regolarmente in orari prestabiliti.

## Opera omnia
- Opere. Volume I: Se questo è un uomo. La tregua. Il sistema periodico. I sommersi e i salvati, Collana Biblioteca dell'Orsa n. 4, Torino, Einaudi, 1987,  pp. LXVII-827, ISBN 978-88-06-59920-1.
- Opere. Volume II: Romanzi e poesie, Collana Biblioteca dell'Orsa n. 6, Torino, Einaudi, 1988, ISBN 978-88-06-59973-7.
- Opere. Volume III: Racconti e saggi, Collana Biblioteca dell'Orsa n. 8, Torino, Einaudi, 1990, ISBN 978-88-06-11752-8.
- Opere (due volumi in astuccio), a cura di Marco Belpoliti, introduzione di Daniele Del Giudice, redazione di Ernesto Franco, Collana NUE, Torino, Einaudi, 1997,  pp. CXLI-3074, ISBN 978-88-06-14637-5.
- Opere, a cura di Marco Belpoliti, Edizione speciale per la Biblioteca di Repubblica-L'Espresso, Roma, 2009.
  - Opere. Volume 1: Se questo è un uomo, La tregua, Storie naturali
  - Opere. Volume 2: Vizio di forma, Il sistema periodico, La chiave a stella, Pagine sparse 1946- 1980
  - Opere. Volume 3: Lilìt e altri racconti, Se non ora, quando?, Ad ora incerta, Altre poesie, L'altrui mestiere
  - Opere. Volume 4: Racconti e saggi, I sommersi e i salvati, Pagine sparse (1981-1987), La ricerca delle radici
- Opere complete I-II, a cura di Marco Belpoliti, Introduzione di Daniele Del Giudice, redazione di Ernesto Franco, Torino, Einaudi, 2016, ISBN 978-88-06-20772-4.
- Opere complete III: Conversazioni, interviste, dichiarazioni, a cura di Marco Belpoliti, Torino, Einaudi, 2018, ISBN 978-88-062-3597-0.

## Opere

### Romanzi
- Se questo è un uomo, Torino, De Silva, 1947; Torino, Einaudi, 1958; con postfazione di Cesare Segre, Torino, Einaudi, 2005. ISBN 88-06-17655-2
- La tregua, Torino, Einaudi, 1963; con postfazione di Ernesto Ferrero, Torino, Einaudi, 2014. ISBN 978-88-06-21933-8. Premio Campiello
- La chiave a stella, Torino, Einaudi, 1978; con postfazione di Corrado Stajano, Torino, Einaudi, 2006. ISBN 88-06-18164-5. Premio Strega
- Se non ora, quando?, Torino, Einaudi, 1982; Torino, Einaudi, 2014. ISBN 978-88-06-22140-9. Premio Viareggio, Premio Campiello[43]

### Raccolte di racconti
- Storie naturali, come Damiano Malabaila[44] e dal 1979 col proprio nome, Torino, Einaudi, 1966; con uno scritto di Italo Calvino, Torino, Einaudi, 2022, ISBN 978-88-06-25486-5.
- Vizio di forma, Torino, Einaudi, 1971.
- Il sistema periodico, Torino, Einaudi, 1975; con un'intervista all'autore a cura di Philip Roth, Einaudi, 2005, ISBN 88-06-17501-7.
- Lilít e altri racconti, Torino, Einaudi, 1981.
- L'ultimo Natale di guerra, Milano, Il triangolo rosso, 1986; Torino, Einaudi, 2000, ISBN 88-06-15393-5.
- Tutti i racconti, Torino, Einaudi, 2005, ISBN 88-06-17917-9. [Contiene: L'ultimo Natale di guerra, due racconti sparsi mai pubblicati in volume singolo, Il sistema periodico, Lilit e altri racconti, Vizio di forma, Storie naturali]
- Il fabbricante di specchi. Racconti e saggi, Torino, La Stampa, 2007.
- Ranocchi sulla luna e altri animali. A cura di Ernesto Ferrero, Collana Supercoralli, Torino, Einaudi, 2014, ISBN 978-88-06-22159-1.
- Auschwitz, città tranquilla, a cura di Fabio Levi e Domenico Scarpa, Collana Super ET, Torino, Torino, 2021, ISBN 978-88-06-24923-6.

### Teatro
- Se questo è un uomo, versione drammatica di e con Pieralberto Marché, Collezione di teatro n.99, Torino, Einaudi, 1966

### Raccolte poetiche
- L'osteria di Brema, Milano, All'insegna del pesce d'oro, 1975; poi in Ad ora incerta
- Ad ora incerta, Milano, Garzanti, 1984; nuova ed. con L'osteria di Brema, Garzanti, 1998, ISBN 88-11-66913-8

### Saggi, articoli, interviste
- La ricerca delle radici. Antologia personale, Torino, Einaudi, 1981; con uno scritto di Italo Calvino e introduzione di Marco Belpoliti, Einaudi, 1997, ISBN 88-06-14393-X.
- Dialogo, con Tullio Regge, Milano, Edizioni di Comunità, 1984; Torino, Einaudi, 2005, ISBN 88-06-17460-6.
- L'altrui mestiere, Torino, Einaudi, 1985, ISBN 88-06-58024-8; con un articolo di Italo Calvino, Einaudi, 2006, ISBN 88-06-18515-2
- I sommersi e i salvati, Torino, Einaudi, 1986, ISBN 88-06-59308-0; con prefazione di Tzvetan Todorov e postfazione di Walter Barberis, Einaudi, 2007, ISBN 978-88-06-18652-4.
- Autoritratto di Primo Levi. La colpa di essere nati, il diavolo nella storia, lager nazista e lager comunista, la nascita di Israele, perché scrivere. Conversazione critica, con Ferdinando Camon, Edizioni Nord-Est, 1987; col titolo Conversazione con Primo Levi, Milano, Garzanti, 1991, ISBN 88-11-52070-3; Collana Quaderni della Fenice, Parma, Guanda, 1997, ISBN 978-88-774-6994-6
- Primo Levi per l'ANED, l'ANED per Primo Levi, Milano, Franco Angeli, 1997, ISBN 88-464-0197-2.
- Conversazioni e interviste 1963-1987, Torino, Einaudi, 1997, ISBN 88-06-14348-4.
- Le parole di un uomo. Incontro con Primo Levi, di Milvia Spadi, Roma, Di Renzo, 1997, ISBN 88-86044-64-X.
- L'asimmetria e la vita. Articoli e saggi 1955-1987, Torino, Einaudi, 2002, ISBN 88-06-16050-8.
- Intervista a Primo Levi, ex deportato, a cura di Anna Bravo e Federico Cereja, Collana Vele n.61, Torino, Einaudi, 2011, ISBN 978-88-062-0497-6.
- Così fu Auschwitz. Testimonianze 1945-1986, Con Leonardo De Benedetti, a cura di Domenico Scarpa, Collana Super ET, Torino, Einaudi, 2015, ISBN 978-88-06-22497-4.
- Io che vi parlo. Conversazione con Giovanni Tesio, Collana SuperET, Torino, Einaudi, 2016, ISBN 978-88-062-2929-0.
- Il veleno di Auschwitz. Il volto e la voce: testimonianze in TV 1963-1986, con DVD, a cura di Frediano Sessi e Stas' Gawronski, Collana Gli specchi, Venezia, Marsilio, 2016, ISBN 978-88-317-2201-8.
- in Giovanni Tesio, Primo Levi. Ancora qualcosa da dire. Conversazioni e letture tra biografia e invenzione, Novara, Interlinea, 2018, ISBN 978-88-685-7156-6.

### Epistolari
- Il carteggio con Heinz Riedt, a cura di Martina Mengoni, Collana Letture, Torino, Einaudi, 2024,  p. 472, ISBN 978-88-062-6212-9.

### Prefazioni
- Prefazione a Léon Poliakov, Auschwitz, Roma, Veutro, 1968
- Prefazione a Joel König, Sfuggito alle reti del nazismo, Milano, Mursia, 1973
- Presentazione di Edith Bruck, Due stanze vuote, Padova, Marsilio, 1974
- Prefazione a Jacob Presser, La notte dei girondini, Milano, Adelphi, 1976
- Prefazione a Luciano Caglioti, I due volti della chimica, Milano, Edizioni scientifiche e tecniche Mondadori, 1979
- Prefazione a Hermann Langbein, Uomini ad Auschwitz. Storia del più famigerato campo di sterminio nazista, Milano, Mursia, 1984. ISBN 88-425-1348-2
- Prefazione a Rudolf Höß, Comandante ad Auschwitz. Memoriale autobiografico, Torino, Einaudi, 1985. ISBN 88-06-58347-6
- Prefazione a Anna Bravo e Daniele Jalla (a cura di), La vita offesa. Storia e memoria dei lager nazisti nei racconti di duecento sopravvissuti, Milano, Franco Angeli, 1986. ISBN 88-204-2393-6

### Traduzioni
- Mary Douglas, I simboli naturali. Esplorazioni in cosmologia, Torino, Einaudi, 1979
- Franz Kafka, Il processo, Collana Scrittori tradotti da scrittori, Torino, Einaudi, 1983
- Claude Lévi-Strauss, La via delle maschere, Torino, Einaudi, 1983
- Claude Lévi-Strauss, Lo sguardo da lontano, Torino, Einaudi, 1984

## Primo Levi nella cultura di massa
Come personaggio, Primo Levi è protagonista di quattro pellicole basate sulle sue memorie autobiografiche in Se questo è un uomo e La tregua. Nei due film La tregua (1997) e Primo (2005), a interpretare la figura dello scrittore torinese sono rispettivamente gli attori John Turturro (nel 1997) e Antony Sher (nel 2005). Nel documentario La strada di Levi (2006), che ripercorre a 60 anni di distanza l'itinerario descritto ne La tregua, Primo Levi è presente come voce recitante (interpretato da Umberto Orsini), mentre nel docu-drama Questo è un uomo (2021) è interpretato da Thomas Trabacchi.
- La tregua, regia di Francesco Rosi (1997)
- Primo, regia di Robin Lough – film TV (2005)
- La strada di Levi, regia di Davide Ferrario – documentario (2006)
- Questo è un uomo, regia di Marco Turco - docu-drama (2021)

## Riconoscimenti
Nel 1987 gli è stato conferito il premio Feltrinelli dell'Accademia dei Lincei per la Prosa narrativa.
Nel 2007 l'Università degli Studi di Torino gli ha dedicato l'Aula magna dell'Istituto Chimico dove aveva studiato e si era laureato. Accanto all'Aula magna, nell'atrio della Biblioteca dedicata a Giacomo Ponzio, è posta una lapide in suo ricordo.
Il 12 ottobre 2011, in ricordo dello scrittore torinese, la International Astronomical Union conferisce il nome di Primo Levi a un pianetino dal diametro di 14 km, scoperto nel 1989 fra Giove e Marte (identificato inizialmente con il numero "4545").
Dal 2012 è ricordato con un albero e un cippo al Giardino dei Giusti di Milano.
La sua città natale gli ha dedicato una piazzetta in zona San Salvario nei pressi della sinagoga.

## Celebrazioni del centenario
Nel 2019 è stato celebrato il centenario di Primo Levi (1919 - 2019). Il Centro internazionale di studi Primo Levi di Torino insieme ad un comitato organizzativo, ha dedicato allo scrittore un'imponente mostra dal tema I mondi di Primo Levi - Una strenua chiarezza. La mostra composta da pannelli, tavole, video ed una installazione era divisa in sei differenti sezioni: Carbonio, Il viaggio verso il nulla, Il cammino verso la casa, Cucire parole, Cucire molecole, Homo faber e Il giro del mondo del montatore Faussone.
In occasione del centenario, il Centro Primo Levi New York ha presentato la lettura integrale di Se questo è un uomo in 30 lingue. Il programma si è svolto presso la New York Public Library. L'iniziativa è parte del lavoro del CPLNY, che dal 1998 offre uno spazio internazionale e interdisciplinare dedicato alle riflessioni che il lavoro di Levi continua ad ispirare in contesti culturali e politici diversissimi tra loro.